# Carl Martin Bender
Carl Martin Bender, ameriški fizik, * 1943.
Bender je častni profesor fizike Wilfreda R. in Ann Lee Konneker na Oddelku za fiziko (Physics Department) Washingtonove univerze v St. Louisu (Washington University in St. Louis). Tu poučuje od leta 1977.

## Življenje in delo
Diplomiral je leta 1964 na Univerzi Cornell z najvišjo odliko (summa cum laude) in odliko v vseh predmetih (Distinction in All Subjects). Izbrali so ga v Hišo Telluride (Telluride House), zelo selektivno skupnost študentov in predavateljev. Magistriral in doktoriral je iz fizike leta 1965 in 1969 na Univerzi Harvard. Med letoma 1969 in 1970 je bil gostujoči profesor na Inštitutu za višji študij (Institute for Advanced Study).
Njegovo raziskovanje se osredotoča na kvantno mehaniko in kvantno teorijo polja in še posebej na teorijo motenj. Od leta 1998 je podrobno raziskal novo področje fizike znano kot PT-simetrična kvantna mehanika (PTQM). Velikokrat je javno predaval o mnogih področjih, kot na primer: kvantni mehaniki, kvantni teoriji polja, črnih luknjah, globalnem segrevanju in teoretični fiziki. Je strokovnjak na področju nizkorazsežnostnih kvantnih teorij polja, ki jih imenuje »kvantna fizika v slogu countryja« (country-style quantum physics).

## Priznanja

### Nagrade
Leta 2003 je prejel Guggenheimovo štipendijo za svoje delo iz nizkorazsežnostne kvantne teorije polja. V letu 1978 so ga izbrali za člana Ameriškega fizikalnega društva (American Physical Society). Od leta 2004 je član Fizikalnega inštituta (IoP). Leta 2007 je prejel Ulamovo štipendijo Središča za nelinearne študije (Center for Nonliner Studies) pri Narodnem laboratoriju Los Alamos (Los Alamos National Laboratory). V letu 1995 je prejel Fulbrightovo štipendijo in štipendijo lady Davis (gostujoči profesor).
Za leto 2017 je prejel Heinemanovo nagrado za matematično fiziko.

## Izbrana dela
- Carl Martin Bender, Steven Alan Orszag, Advanced Mathematical Methods for Scientists and Engineers: Asymptotic Methods and Perturbation Theory, Springer, 1999, ISBN 978-0-387-98931-0
- Carl Martin Bender, Gerald V. Dunne, Covariance of the gauge field in three-dimensional quantum electrodynamics, Center for Theoretical Physics, Massachusetts Institute of Technology, 1991